# Macedonia (Alabama)
Macedonia – jednostka osadnicza w Stanach Zjednoczonych, w stanie Alabama, w hrabstwie Pickens.